# الموازنة (الدول)

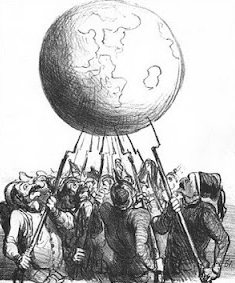

الموازنة مأخوذة من نظرية توازن القوى، إحدى نظريات المذهب الواقعي في السياسة، والمراد بها سيطرة إحدى الدول أمر بعيد المنال لأن الدول الأخرى تحسب السيطرة تهديدًا لها فتخوض في الموازنة لدرء تلك السيطرة.